# مبدأ عدم الرجعية
مبدأ عدم رجعية القوانين أحد أقدم المبادئ العامة للقانون ومن أبرز أسسها، وهو فرع من فروع مبدأ الشرعية، ويعني أنّه متى أقر العمل بأحكام قانون جديد فإن أحكامه تصبح سارية من يوم نفاذه، بالتالي يتمّ التوقُّف عن تطبيق القانون القديم من لحظة إلغائه، فيصبح الأخير محل العدم فيما يصطبغ القانون الجديد بالاستقلالية عن ما سبقه، أي أن كل منهما قد تكوّنَ في ظلِّ مراكز، ووقائع قانونيّة مُحدَّدة، تجعلهما منفصلين ليختلف بذلك أثر كل قانون على مستوى الواقع كما يخلق نوع من التنازع في القوانين.
وببساطة أكثر فإنه متى أقر المشرع قانونا جديدا فإن ذلك القانون لا يطبق على تلك الوضعيات التي سبقته زمنيا بل يكتفي فقط بالتسلط على كل تلك الوضعيات اللاحقة له، فمثلا متى أقرت دولة ما تشريعا تلغي فيه عقوبة الأشغال الشاقة فان المدانين بهذه العقوبة لا يسعهم الانتفاع بالتخفيف إذا حكم عليهم في زمن لم يصبح فيه القانون نافذا.